# トゥンソンホン駅
トゥンソンホン駅（トゥンソンホンえき、タイ語:สถานีทุ่งสองห้อง）はタイのバンコク都ラックシー区にある、タイ国有鉄道（SRT）北本線（東北本線との重複区間）および■ダークレッドラインの駅。駅番号はRN05。

## 概要
在来線時代から停車場として存在しているが、レッドライン計画の原型であるホープウェル計画の段階で高架駅は計画されていなかった。
当初、在来線旅客列車もダークレッドライン開業によりすべて高架線経由に移行する計画であったが、諸事情によりしばらくは地上線を走行しており、当駅でも地上の旧駅に停車していた。
2023年1月19日、北本線の列車が高架線経由に移行し、地上の旧駅は使用停止となった。

## 歴史
1897年3月26日にタイ官営鉄道最初の区間が、クルンテープ駅 - アユタヤ駅間に開業した。ただし、当駅（旧駅）の開業年月日は不明。
- 2021年
  - 8月2日 - ダークレッドラインバーンスー - ランシット間で無料運行開始[4]、同時に供用開始。
  - 11月29日 - 正式開業[5]

## 駅構造

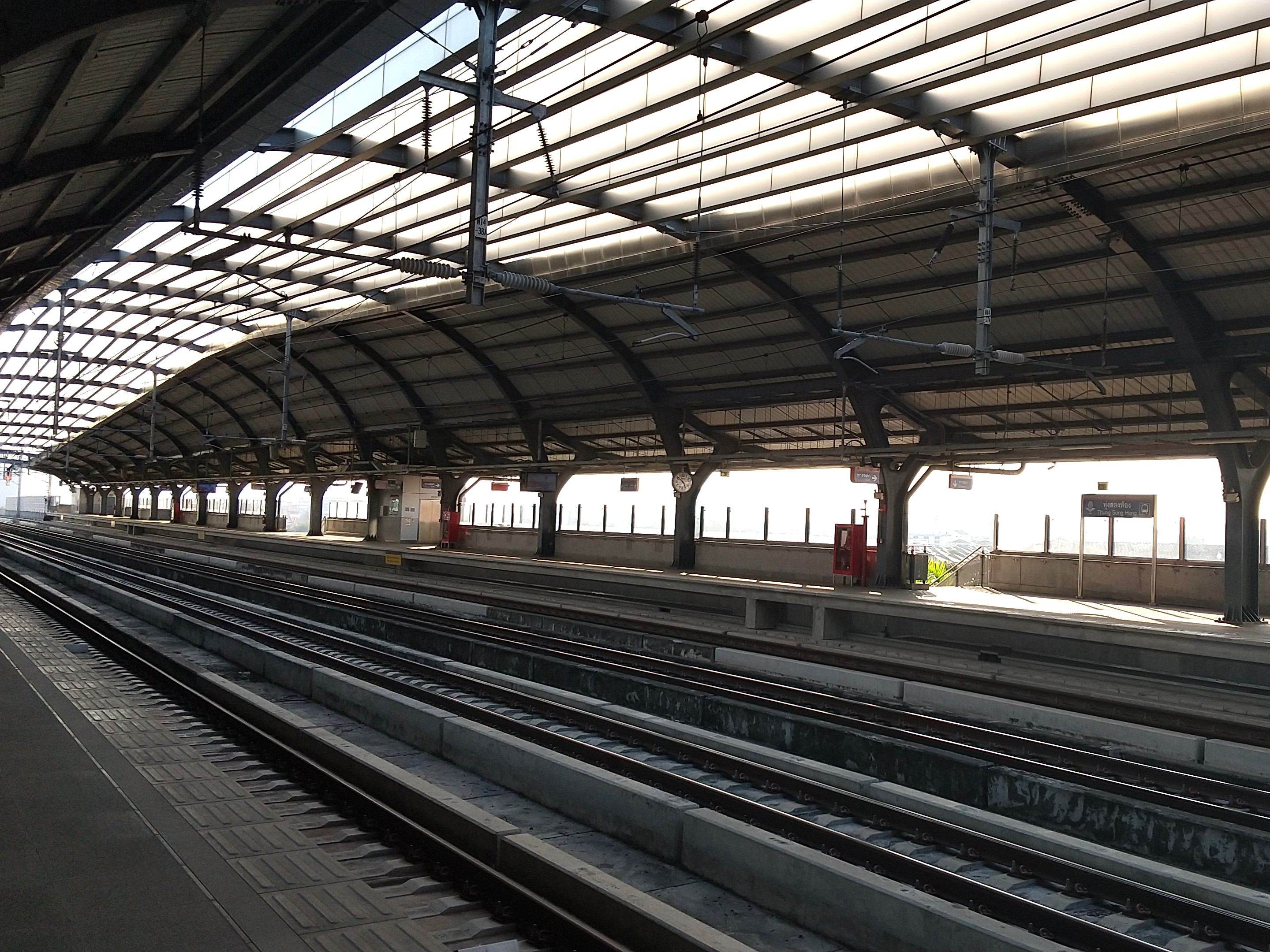
高架ホーム

相対式ホーム2面4線を有する高架駅である。北本線及び東北本線の線路がホーム間にあるが、全列車が当駅を通過するためホームは設けられていない。

### のりば
| 番線      | 路線                           | 行先                             |
| --------- | ------------------------------ | -------------------------------- |
| 1         | ダークレッドライン             | ランシット方面                   |
| 通過線2線 | 北本線、東北本線の中長距離列車 | 北本線、東北本線の中長距離列車   |
| 2         | ダークレッドライン             | クルンテープ・アピワット中央方面 |

## 配線
前述の通り、高架部は本線が中央寄りの方向別複々線となっている。なお、当駅には渡り線がない。

## 駅周辺
- デイリーニュース本社
- ヤクルトタイランド

## 隣の駅
タイ国有鉄道
 ダークレッドライン
バーンケン駅(RN04) - トゥンソンホン駅 (RN05) - ラックシー (RN06)

## 旧駅

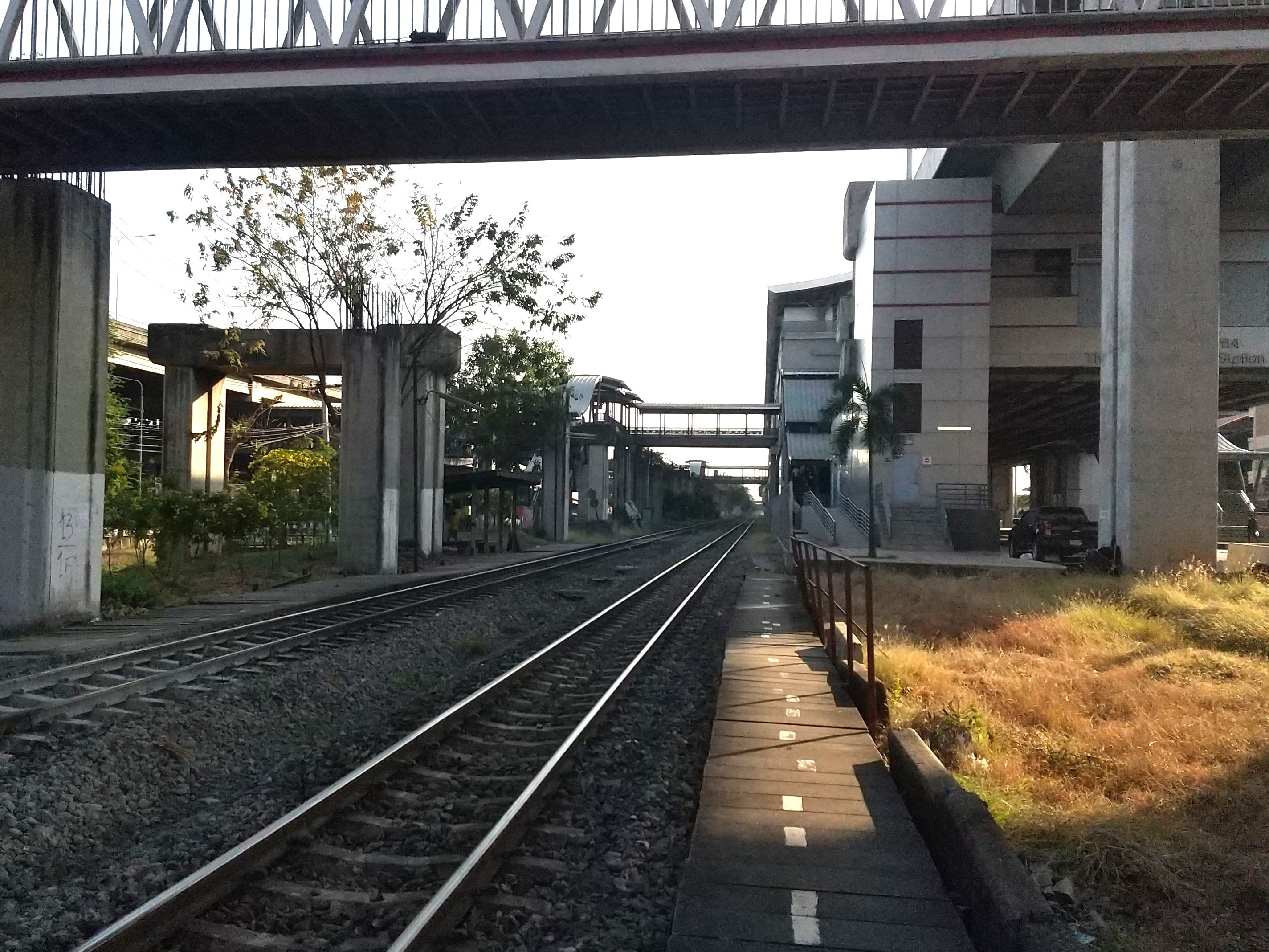
旧駅ホーム

### 駅構造
新駅北側に簡素な相対式ホーム2面2線をもつ。

### のりば
| 番線 | 路線             | 行先                         | 階層 |
| ---- | ---------------- | ---------------------------- | ---- |
| 1    | 北本線、東北本線 | クルンテープ、バーンスー方面 | 地上 |
| 2    | 北本線、東北本線 | ランシット方面               | 地上 |